# 兔唇蝠屬
兔唇蝠屬（学名：Noctilio）是兔唇蝠科（Noctilionidae）的唯一一属，属于哺乳綱翼手目。

## 分类
兔唇蝠科属于阳翼手亚目兔唇蝠总科。

### 内部分类
本属现存两个物种及一个在阿根廷发现的史前种：
- 牛頭犬蝠 Noctilio leporinus
- 南兔唇蝠 Noctilio albiventris
- †Noctilio lacrimaelunaris